# Sfârșitul celui de-al Doilea Război Mondial în Europa
Ultimele bătălii de pe teatrul european de război al celei de-a două conflagrații mondiale, care au dus la capitularea necondiționată a. 

## Cronologia capitulării germane
Pe 25 aprilie, trupele sovietice și americane au făcut joncțiunea, tăind practic Germania în două. Primele unități aliate care au intrat în contact au fost Divizia americană de infanterie a 69-a din cadrul Armatei I americane și Divizia sovietică a 69-a de Gardă din cadrul Armatei sovietice a 5-a de Gardă. Întâlnirea s-a produs la Torgau, pe râul Elba. (Vedeți și: Întâlnirea de pe Elba).
Pe 27 aprilie, în vreme ce forțele Aliaților se apropiau de Milano, dictatorul italian Benito Mussolini a fost capturat de partizanii italieni. Mussolini încerca să fugă din țară și călătorea în mijlocul unui batalion german de artilerie antiaeriană. Pe 28 aprilie, Mussolini, Clara Petacci, (amanta dictatorului) și câțiva oficiali fasciști italieni capturați odată cu el au fost duși la Mezzegra, unde au fost executați. Trupurile celor uciși au fost duse mai apoi în Milano, unde au fost spânzurate cu capul în jos în fața unei benzinării. 
Pe 30 aprilie, în plină desfășurare a Bătăliei Berlinului, dictatorul german Adolf Hitler și soția lui Eva Braun s-au sinucis în bunkerul Führerului. Braun se căsătorise cu Hitler cu doar câteva ore mai înainte de a se sinucide. În testamentul său, Hitler îl desemna pe Karl Dönitz ca succesor și nou Reichspräsident ("Președinte al Reichului") iar pe Joseph Goebbels îl numea Reichskanzler ("Cancelar al Reichului"). Goebbels s-a sinucis însă pe 1 mai 1945, lăsându-i lui Dönitz toată responsabilitatea negocierii capitulării. Dönitz l-a rugat pe Ludwig von Krosigk să accepte funcția de Reichskanzler, dar acesta a acceptat numai cu condiția ca titulatura funcției lui să fie aceea de "prim ministru al guvernului". 
Pe 1 mai, generalul SS Karl Wolff și comandantul Armatei a 10-a germane, generalul  Heinrich von Vietinghoff, au semnat cu Aliații occidentali, după negocieri îndelungate, secrete și neautorizate, (care au fost considerate de Uniunea Sovietică o tentativă de semnare a unei păci separate), o înțelegere de capitulare necondiționată a forțelor germane din Italia (2 mai). 
Bătălia Berlinului s-a încheiat pe 2 mai. Pe această dată, generelalul de artilerie Helmuth Weidling, comandantul Zonei defensive a Berlinului, a predat în mod necondiționat capitala generalului Armatei Roșii Vasili Ciuikov. În aceeași zi, comandanții Grupului de Armate Vistula, Kurt von Tippelskirch și  Hasso von Manteuffel s-au predat alături de subordonații lor Aliaților occidentali.
Pe 4 mai 1945, feldmareșalul britanic Bernard Law Montgomery a primit din partea amiralului Hans-Georg von Friedeburg  predarea necondiționată a forțelor germane din "Olanda, nord-vestul Germaniei, inclusiv din Insulele Frisiane și Heligoland și alte insule, din Schleswig-Holstein și din Denmarca… inclusiv a tuturor vaselor maritime din aceste zone".  Cum amiralul Karl Dönitz era și comandantul operațional al unora dintre aceste forțe, capitularea acestora a fost considerat un semnal al faptului că războiul european s-a încheiat.

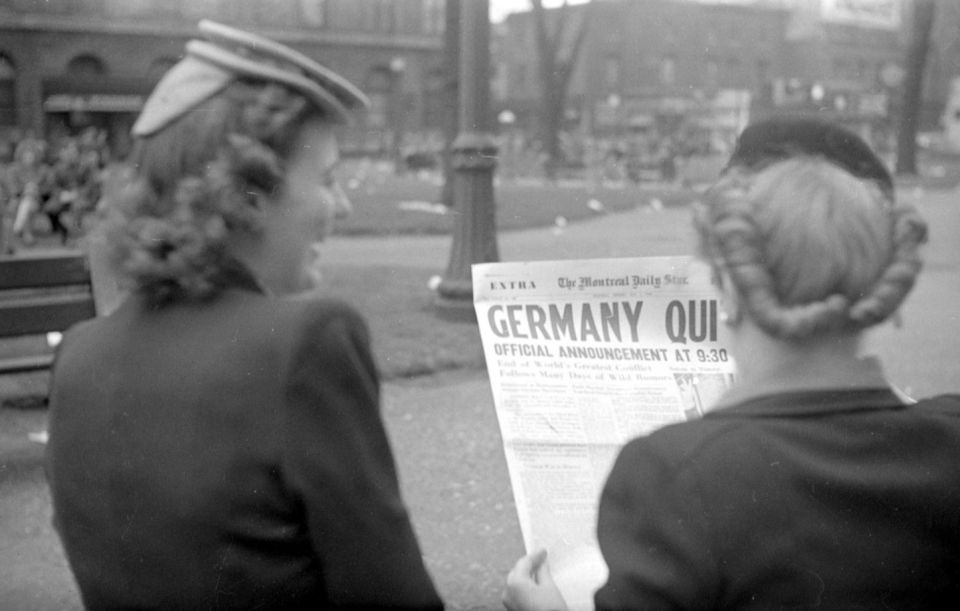
Pe prima pagină The Montreal Daily Star anunta predare germană. 07 mai 1945

Depunerea de către soldații sovietici a drapelelor de luptă capturate ale "Diviziei I Leibstandarte SS Adolf Hitler" lângă Zidul Kremlinului în timpul Paradei Victoriei din Moscova, 24 iunie 1945.

Pe 5 mai, Dönitz a ordonat tuturor submarinelor germane să înceteze operațiunile militare și să se reîntoarcă la bazele lor. La ora 14:30, generalul Hermann Foertsch a capitulat cu toate forțele dintre munții Boemiei și râul Inn în fața generalului Jacob L. Devers, comandantul Grupului al 6-lea de armate americane. La ora 16:00, feneralul Johannes Blaskowitz, comandantul trupelor germane din Olanda s-a predat generalului canadian Charles Foulkes în prezența Prințului Bernhard, comandantul Forțelor militare olandeze din interior. În Dresda, gauleiterul Martin Mutschmann a făcut cunoscut că pe frontul de răsărit urma să fie lansată o ofensivă de proporții. Doar două zile mai târziu, Mutschmann a fost luat prizonier de trupele sovietice în timp ce încerca să fugă din fața înaintării Armatei Roșii. 
Pe 6 mai la ora 18:00, generalul Hermann Niehoff, comandantul orașului fortificat  Breslau, oraș asediat de mai multe luni, s-a predat sovieticilor. O jumătate de oră mai târziu, generalul Alfred Jodl a sosit la Rheims și, în conformitate cu ordinele primite de la  Dönitz, a anunțat intenția germanilor de a capitula în fața Aliaților occidentali. Era aceeași inițiativă pe care o prezentase mai devreme și von Friedeburg lui Montgomery și, la fel ca și Montgomery, Dwight D. Eisenhower a amenințat că va reuza orice negociere, fiind dispus să accepte doar o capitulare necondiționată. Eisenhower i-a spus  în mod explicit lui Jodl că va ordona forțelor anglo-americane să îi împingă pe germani către răsărit pentru a-i obliga să se predea sovieticilor. Jodl l-a informat rapid pe Dönitz, care se afla la Flensburg, despre poziția lui Eisenhower. La scurtă vreme după miezul nopții, Dönitz a acceptat inevitabilul și i-a transmis lui Jodl autorizația privind capitularea totală și necondiționată a tutror forțelor germane.
La ora 02:41 a zilei de 7 mai 1945, la sediul Cartierului General Suprem al Forțelor Expediționare Aliate din Rheims, Franța, șeful OKW – Comandamentul Suprem al Armatei Germane, generalul Alfred Jodl, a semnat documentele capitulării necondiționate a tuturor forțelor germane în fața Aliaților. Acest document includea fraza: "Toate forțele sub controlul german să înceteze operațiunile active la orele 23:01 Ora Europei Centrale (OEC) pe 8 mai 1945." În ziua următoare, generalul Wilhelm Keitel și alți reprezentanți ai OKW-ului au plecat la Berlin și la scurtă vreme după miezul nopții au semnat un document similar, capitulând în mod explicit în fața forțelor sovietice, în prezența generalului  Gheorghi Jukov.  Ceremonia semnării a avut loc într-o vilă din suburbia răsăriteană a Berlinului. Karlshorst.  Clădirea este numită în mod curent "Muzeul germano-rus din Karlshorst".
Ora încetării luptelor a fost ora 23:01 ora Berlinului în seara zilei de 8 mai 1945, care la Moscova era ora 1:01 în dimineața zilei de 9 mai. De aceea, în Uniunea Sovietică, se sărbătorește victoria în al Doilea Război Mondial în ziua de 9 mai, în loc de 8 mai.
Karl Dönitz a continuat să funcționeze ca șef al statului, dar guvernului său, așa-numitul Guvern de la Flensburg, (după numele orașului de reședință, Flensburg), nu i-a fost acordată o importanță prea mare după capitularea de pe 8 mai. Pe 23 mai 1945, a fost trimis la Flensburg un ofițer de legătură britanic care să aducă la cunoștință miniștrilor acestui guvern ordinul lui Eisenhower de dizolvare a cabinetului și de arestare a membrilor săi. Aliații și-au dat seama că, deși forțele armate ale Germaniei capitulaseră necondiționat, guvernul civil german nu semnase niciun act de capitulare. Aceasta se putea dovedi o chestiune foarte sensibilă: în 1918, capitularea Germaniei fusese semnată de un guvern civil, nu și de forțele armate. Acesta a fost argumentul "înjunghierii pe la spate" folosit de Hitler. Aliații nu au dorit să ofere unui viitor guvern german posibil ostil un argument legal pentru deschiderea unei confruntări. Până în cele din urmă, Aliații au căzut de acord să nu-l recunoască pe Dönitz ca șef al statului și au semnat în schimb un document al celor patru puteri victorioase prin care se crea Comisia Aliată de Control și care cuprindea printre altele următoarele prevederi: 
Guvernele Statelor Unite ale Americii, Uniunii Republicilor Socialiste Sovietice, Regatului Unit și guvernul provizoriu al Republicii Franceze,  își asumă prin aceasta autoritatea față de Germania, inclusiv toate puterile posedate de guvernul german, Înaltul Comandament și orice autoritate guvernamentală de stat, municipală sau locală. Preluarea, pentru scopurile arătate mai sus, a numitelor autorități și puteri nu are ca efect anexarea Germaniei. [Departamentul de Stat al SUA, Seriile „Tratate și alte acte internaționale” nr. 1520.]
Pe 5 iulie 1945, cele patru puteri au semnat un nou document la Berlin prin care situația de facto devenea una de jure. La Conferința de la Potsdam, Aliații au făcut planuri pentru Germania postbelică, au redesenat granițele, au ordonat demilitarizarea și denazificarea Germaniei și au stabilit cuantumul reparațiilor de război pe care țara învinsă trebuia să le plătească.

## Lagărele de concentrare și refugiații
În ultimele luni de război și în cele imediat următoare, soldații aliați au descoperit un număr de lagăre de concentrare și alte facilități care au fost folosite de naziști pentru internarea, exploatarea și în cele din urmă exterminarea a aproximativ 11 milioane de oameni. Cel mai mare grup de deținuți în lagărele neziste a fost reprezentat de evrei, (după cum s-a afirmat în actul de acuzare al proceselor de la Nürnberg, aproximativ 6 milioane), iar restul a fost format din romi, slavi, homosexuali, persoane cu disabilități și grupuri identificate ca dușmani ai naziștilor, în mod special comuniști. Cel mai cunoscut lagăr de exterminare a fost cel de la Auschwitz, în care au fost uciși circa 2 milioane de oameni. Deși cea mai mare parte a soldaților Aliați au aflat despre genocidul pus la cale de naziști doar la sfârșitul războiului, Holocaustul a devenit o parte inseparabilă a tragediei celui de-al Doilea Război Mondial. 
În mai și iunie 1945, mii de refugiați din Iugoslavia și Uniunea Sovietică au fost adunați de Aliații occidentali în Austria și au fost predați autorităților iugoslave și sovietice în timpul Operațiunii Keelhaul. Refugiații au fost executați sau deportați. (Vedeți și: Masacrul de la Bleiburg). Finlanda învinsă, dar și Suedia neutră, s-a simțit obligată să extrădeze refugiații din Ingria și țările baltice după un model asemănător.